# Gunnar Björnstrand
Gunnar Björnstrand, eig. Knut Gunnar Johansson (Stockholm, 13 november 1909 – aldaar, 26 mei 1986) was een Zweeds acteur. Hij werkte regelmatig samen met de Zweedse regisseur Ingmar Bergman.
Björnstrand was een veelzijdige acteur die zowel in drama's als in komedies speelde. Zijn dochter Veronica Björnstrand is ook een actrice. Een van zijn bekendste rollen was die van de wereldse schildknaap Jöns in de film Het zevende zegel van Ingmar Bergman.

## Filmografie (selectie)
- 1944: De kwelling
- 1952: Geheimen van vrouwen
- 1954: Lessen in liefde
- 1955: Vrouwendroom
- 1955: Glimlach van een zomernacht
- 1957: Het zevende zegel
- 1957: Wilde aardbeien
- 1958: Façade
- 1960: Het oog van de duivel
- 1963: De avondmaalsgasten
- 1966: Persona
- 1968: Schaamte
- 1969: Het ritueel
- 1978: Herfstsonate
- 1982: Fanny en Alexander